# Ebenezer Howard
Sir Ebenezer Howard (29. ledna 1850 - 1. května 1928) byl anglický urbanista a zakladatel hnutí zahradních měst, známý svou publikací Zítra: Mírová cesta ke skutečné reformě (1898), popisem utopického města, ve kterém lidé harmonicky žijí společně s přírodou. Publikace vyústila v založení hnutí zahradních měst. Stavba prvního zahradního města Letchworth Garden City byla zahájena v roce 1903.
Druhým skutečným zahradním městem byl Welwyn Garden City (1920) a hnutí ovlivnilo vývoj několika modelových předměstí v jiných zemích, jako například v USA Forest Hills Gardens navržené F. L. Olmstedem Jr. v roce 1909, Radburn NJ (1923) a města ve 30. letech 20. století zařazená v programu předměstského přesídlování Suburban Resettlement Program (Greenbelt v Marylandu, Greenhills v Ohiu, Greenbrook v Novém Jersey a Greendale ve Wisconsinu).
Howard chtěl omezit odcizení lidí a společnosti od přírody, a proto prosazoval zahradní města a georgismus.   Bývá hodnocen jako jedna z velkých osobností hnutí za plánování měst, přičemž mnoho jeho principů zahradního města se používá v moderním městském plánování.